# 15 Years After
15 Years After е бокс сет на немския музикален проект Енигма, издаден от Върджин Германия на 9 декември 2005. Сетът включва 8 диска, като пет от тях са на официалните студийни албума издадени от 1990 до 2003, 2 ДВД-та и един бонус диск с кавъри на песни на Енигма, направени от Роло Армстронг от британската електронна група Фейтлес.
Бокс сетът включва цялата продукция на Енигма за последните 15 години от самото начало, когато е издаден първият им сингъл „Sadeness (Part I)“. Обложката на албума е репродукция на известната картина на Леонардо да Винчи „Дамата с хермелина“, а вътрешното художествено оформление е дело на Йохан Замбриски, дългогодишен арт-дизайнер на продукциите на Енигма.
Дати на излизане на пазара:
- 9 декември 2005: Германия
- 12 декември 2005: Европа[1]

До края на 2009 г., от бокс-сета са продадени около 5000 копия.